# Charity Williams
Pour les articles homonymes, voir Williams.
Pas d'image ? Cliquez ici

b Matchs officiels uniquement.
Dernière mise à jour le 21 juin 2023.
Charity Williams est une joueuse canadienne de rugby à sept née le 20 octobre 1996 à Toronto. Elle a remporté avec l'équipe du Canada la médaille de bronze du tournoi féminin des Jeux olympiques d'été de 2016 à Rio de Janeiro.

## Biographie
Charity Williams est internationale canadienne de rugby à sept depuis 2015.
En 2016, elle fait partie de l'équipe qui remporte la médaille de bronze du tournoi féminin des Jeux olympiques d'été de 2016 à Rio de Janeiro.
Elle est à nouveau sélectionné en 2021 pour les Jeux olympiques de Tokyo, où son pays termine à la neuvième place.